# Börthen
Börthen ist ein Ortsteil der Stadt Neustadt an der Orla im Saale-Orla-Kreis in Thüringen.

## Geografie und Geologie
Börthen liegt nordwestlich der Stadt zwischen den Ausfallstraßen in Richtung Kahla (L1110) und Richtung Stadtroda/Jena (L1077). Durch diese beiden Straßen ist der eingemeindete Ortsteil an das Verkehrsgeschehen der Stadt und zur Bundesstraße 281 mit Anschluss an die Bundesautobahn 9 bei Triptis eingebunden. In unmittelbarer Nähe beginnen nördlich die Hänge zur Saale-Orla-Platte. Neunhofen befindet sich in südwestlicher Nachbarschaft. In diesem Areal liegt die Gemarkung von der Ansiedlung. Die Auestandorte sind fruchtbar und grundwassernah, wogegen an den Hängen liegende Flächen grundwasserfern sind. Auch Teiche und Wald sind in den kupierten Gelände vorhanden.
Mit der Linie 82 des Verkehrsunternehmens KomBus ist Börthen in den Stadtverkehr der Kernstadt Neustadt an der Orla eingebunden.

## Geschichte
Die urkundliche Ersterwähnung des Dorfes erfolgte 1378.